# U-743
Unterseeboot 743 foi um submarino alemão do Tipo VIIC, pertencente a Kriegsmarine que atuou durante a Segunda Guerra Mundial.

## Comandantes
| Comandante            | Data                                        |
| --------------------- | ------------------------------------------- |
| Oblt. Helmut Kandzior | 15 de maio de 1943 - 21 de setembro de 1944 |

## Subordinação
Durante o seu tempo de serviço, esteve subordinado às seguintes flotilhas:
| Período                                     | Flotilha                                  |
| ------------------------------------------- | ----------------------------------------- |
| 15 de maio de 1943 - 30 de junho de 1944    | 8. Unterseebootsflottille (treinamento)   |
| 1 de julho de 1944 - 21 de setembro de 1944 | 1. Unterseebootsflottille (serviço ativo) |